# Francesco Andreini

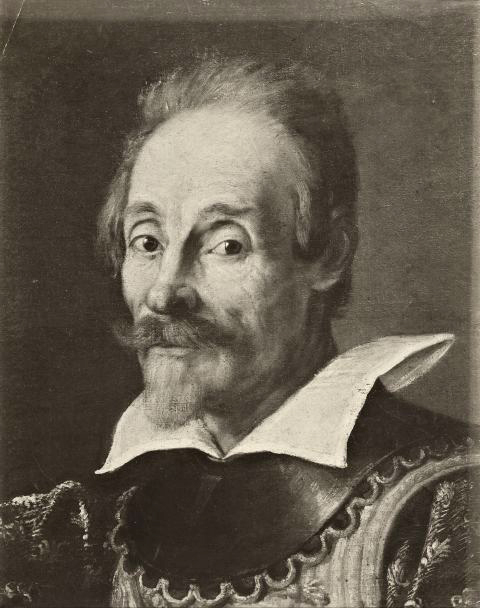
Fragmento del supuesto retrato de Andreini hacia 1620, caracterizado como "El Capitán Matamoros", y sucesivamente atribuido a Barocci, Velázquez, Empoli y Sustermans.

Francesco Andreini (c. 1548-1624) fue un actor y dramaturgo italiano. Se le considera autor de numerosas comedias, reunidas en Le bravure del Capitano Spavento, divise in 40 ragionamenti, di Francesco Andreini da Pistoia, Comico Geloso, así como director de la compañía de Commedia dell'arte I Gelosi.

## Biografía
Casado en 1578 con Isabella Canali, "famosa por su belleza, talento y virtud", ese mismo año fueron contratados por la compañía de teatro «I Gelosi» que dirigía Flaminio Scala, y que más tarde heredaría él (y luego pasaría a su hijo, Giambattista Andreini). "Los Celosos" estaba considera una de las mejores compañías de commedia dell'arte, hasta el punto de que Enrique IV de Francia les convocó en París como regalo para su prometida, la joven reina María de Médici. Se anota este hecho como primer paso de la introducción del estilo de comedia dell'arte en Francia.